# Чинкін Борис Михайлович

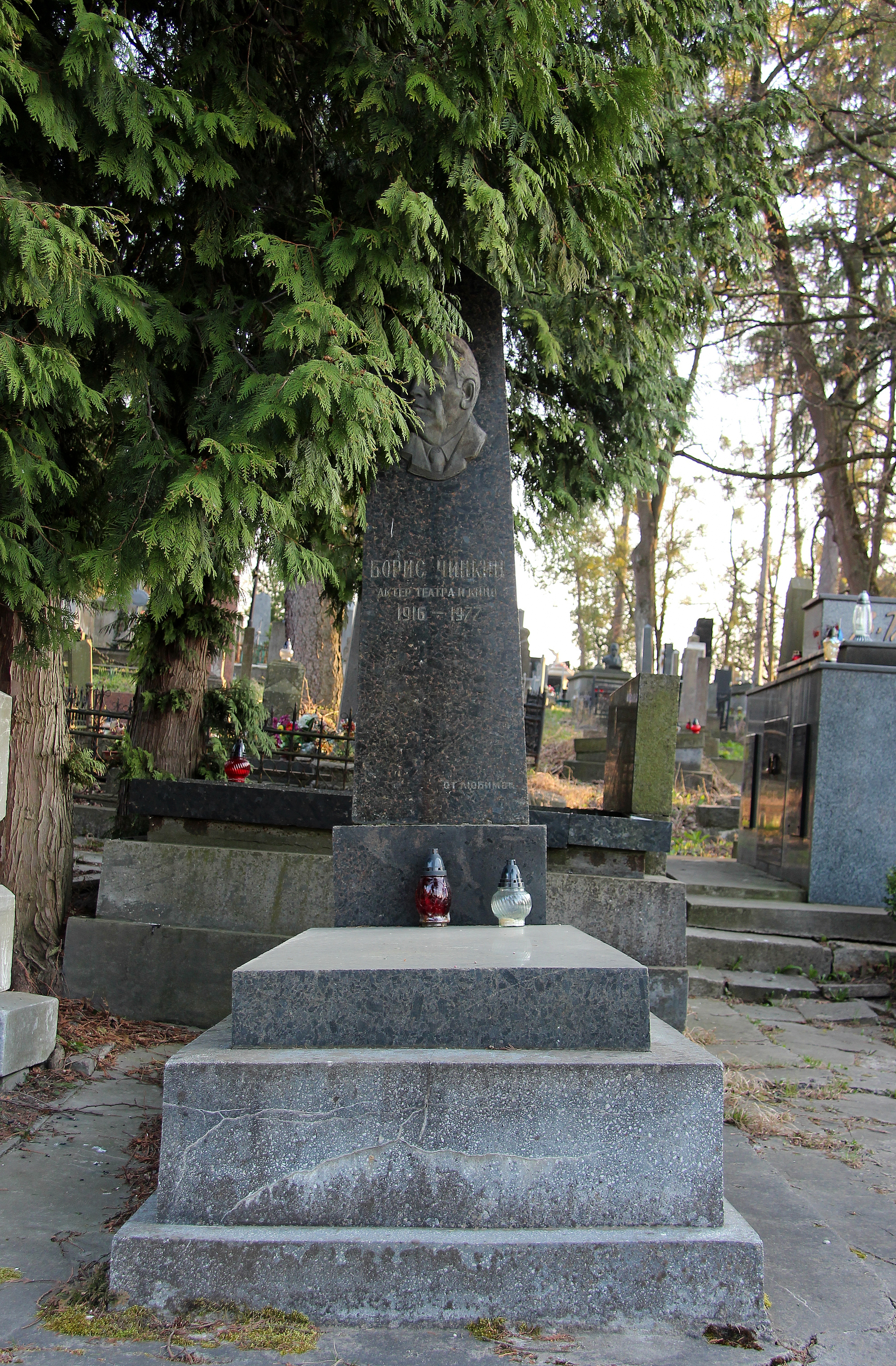

Бори́́с Миха́йлович Чи́́нкін (* 4 (17) листопада 1916, Баку, Російська імперія — 23 квітня 1977, Львів, УРСР, СРСР) — радянський актор театру і кіно. Лауреат Державної премії СРСР (1950 року — за виставу «Зоря над Каспієм»). Народний артист Української РСР (1975). Заслужений артист Азербайджанської РСР (1955).

## Життєпис
1938 року закінчив Театральне училище при Російському драматичному театрі ім. С. Вургуна в Баку, у 1941—1958 роки працював в цьому театрі.
У 1958—1977 роках — актор Львівського російського драматичного театру Радянської Армії — переїхав із Баку через особистий конфлікт з головним режисером театру Ашумовим.
Незадовго до смерті приїздив до Баку та домовився з новим керівництвом театру про повернення, від'їхав до Львова дограти сезон, однак через тиждень помер.
Похований на 69 полі Личаківського цвинтаря.

## Театральні ролі
- Фігаро — «Весілля Фігаро», Бомарше,
- Мамаєв — «На всякого мудреця доволі простоти» О. Островського,
- Незнамов, «Без вини винуваті» Островського, Баку,
- Микита — «Влада темряви» Л. Толстого,
- Платонов — «Океан» О. Штейна,
- «Витівки Хануми» Авксентія Цагарелі, Акоп, Львів,
- «В пошуках радості», Баку,
- «Інтерв'ю в Буенос-Айресі», Карлос Бланко, Львів, по п'єсі Г. Боровика,
- «Крісло № 16», Баку,
- «Іван Рибаков», Баку,
- «Одна», Баку,
- «Циган», Львів.

## Фільмографія
- «Підводний човен Т-9» (1943, Чібісов, командир торпедної частини), головна роль, співоператор Йоган Зельцер, художник Юрій Швець,
- «Чорні скелі» (1956, Кошкін)
- «На далеких берегах» (1958, Сергій Любимов, партизан)
- «Тіні зникають опівдні» (1970—1971, Петро Іванович Смирнов), серед акторів — Олександра Данилова,
- «Найостанніший день» (1972, Білоконь)
- «До останньої хвилини» (1973, голова суду, реж. Валерій Ісаков)
- «Чарівне коло» (1976, городовий), оператор Леонід Бурлака.
- «Царське полювання» (1990, Черномський)